# پناهگاه صخره‌ای گچی
پناهگاه صخره‌ای گچی مربوط به دوران پارینه‌سنگی میانی است و در کیلومتر۱۵ جاده خرم‌آباد کوهدشت، روستای سرخه لیزه واقع شده و این اثر در تاریخ ۸ مرداد ۱۳۸۱ با شمارهٔ ثبت ۵۹۶۷ به‌عنوان یکی از آثار ملی ایران به ثبت رسیده است.